# Street Rockers Volume One
Street Rockers Volume One – album muzyczny zawierający utwory różnych polskich wykonawców grających muzykę z gatunku Oi!, punk rock. Wydawcą była wytwórnia Old School Records. Album został wydany w 2007 r. na jednej płycie kompaktowej. Generalnie zawiera utwory zespołów związanych z rockiem ulicznym, w szczególności street punkiem.

## Album
Album „Street Rockers Volume One” został wydany w 2007 r.. Jest to album kompilacyjny, nakładem wydawnictwa muzycznego Old School Records. Szefem tego przedsiębiorstwa był lider zespołu The Analogs. Producentem muzycznym albumu była firma Lou & Rocked Boys. Dystrybucją zajmowała się firma Rockers Publishing. Był to pierwszy album muzyczny wydany przez to wydawnictwo inaugurujący jego działalność i z tego względu w ramach jego katalogu otrzymał identyfikator OLDCD001. Natomiast w ramach katalogu producenta otrzymał on oznaczenie LOU024CD. Jako nośnik danych ze ścieżką dźwiękową wykorzystano jedną płytę kompaktową. Płytę umieszczono w standardowej obwolucie typu digipack. Produkt ma przypisany kod paskowy (EAN) / Barcode / kod kreskowy: 5904259352277.

## Wykonawcy, muzyka, tytuł
W albumie zamieszczono dwadzieścia siedem utworów muzycznych wykonywanych przez dziewięć zespołów muzycznych. Są to następujący wykonawcy: The Analogs, Anti Dread, Beri Beri, The Lunatics, On Yer Bike, Persona Non Grata, Prawda, Road Trip's Over, Way Side Crew.
Muzyka zamieszczona w albumie to rock, szczególnie związany z tzw. muzyką ulicy, w tym street punk / oi!, ale także punk rock. W ówczesnym czasie wydawnictwo to było szczególnie interesujące między innymi z tego względu, że utwory w nim prezentowane były wcześniej nieznane, nigdzie niepublikowane lub zostały nagrane specjalnie z przeznaczeniem do zamieszczenia na tym wydawnictwie.
Tytuł albumu – zgodny z tym jaki zamieszczono na stronie tytułowej okładki płyty – brzmi „Street Rockers Volume One”. Spotyka się jednak w publikacjach czy różnych opracowaniach inny zapis tego tego tytułu np. „Street Rockers 1”, „Street Rockers vol. 1”.

## Utwory
| lp. | Wykonawca         | tytuł                 | czas (min:sek) |
| --- | ----------------- | --------------------- | -------------- |
| 1   | Way Side Crew     | Jeden Strzał          | 2:23           |
| 2   | Prawda            | Krzyże                | 3:06           |
| 3   | The Analogs       | Alarm                 | 2:44           |
| 4   | Beri Beri         | Róża                  | 1:48           |
| 5   | Persona Non Grata | Nie Spełniają Się Sny | 2:14           |
| 6   | Anti Dread        | Soundsystem           | 3:12           |
| 7   | The Lunatics      | Gorsze Niż Miłość     | 2:28           |
| 8   | Prawda            | Orkiestra             | 2:42           |
| 9   | Road Trip's Over  | Płetwal               | 2:31           |
| 10  | Persona Non Grata | Chłopaki Z Osiedla    | 2:25           |
| 11  | On Yer Bike       | Dziewczyna Bez Nosa   | 2:18           |
| 12  | The Lunatics      | Nie Obchodzi Mnie     | 3:16           |
| 13  | Way Side Crew     | Anioł Śmierci         | 2:17           |
| 14  | Prawda            | Alkohol               | 3:05           |
| 15  | Anti Dread        | Rączki Trzeba Myć     | 2:45           |
| 16  | Persona Non Grata | Czy Pamiętasz         | 2:39           |
| 17  | The Lunatics      | Dla Takich Jak Ty     | 2:50           |
| 18  | The Analogs       | Łzy Mojego Miasta     | 2:55           |
| 19  | Beri Beri         | Rewolucja             | 3:00           |
| 20  | Way Side Crew     | Za Każdy Grzech       | 2:02           |
| 21  | On Yer Bike       | Wielka Miłość         | 2:44           |
| 22  | Way Side Crew     | Za Każdy Grzech       | 2:10           |
| 23  | Persona Non Grata | Bramy Raju            | 2:56           |
| 24  | On Yer Bike       | Powiedziałaś Mi       | 2:02           |
| 25  | Beri Beri         | Nie Wiadomo Nic       | 1:30           |
| 26  | Road Trip's Over  | Pasztet               | 2:15           |
| 27  | Way Side Crew     | Powiedz Mi            | 1:50           |

## Odbiór i opinie
Album kompilacyjny „Street Rockers Volume One” oceniany jest przez pryzmat prezentowanej na nim muzyki, zespołów muzycznych oraz utworów w nim zawartych. Muzyka rockowa prezentowana w albumie to przede wszystkim punk rock, w tym street punk / oi!, ale i także nieco łagodniejsze oblicza jak melodic punk, rock and roll. Dobór zespołów, których utwory zamieszczono w albumie, obejmuje zarówno grupy ówcześnie już znane, w tym gwiazdy sceny, wykonawcy niemal kultowi, jak The Analogs czy Prawa, oraz inni dobrze znani i doceniani jak Way Side Crew, Anti Dread, czy Road Trip's Over, jak i grupy mniej znane w tym The Lunatics, Persona Non Grata, On Yer Bike, oraz Beri Beri, w pełni żeński zespół punk rockowy. Atutem ówcześnie zaś niewątpliwe był repertuar prezentowany w albumie, na który składały się utwory wcześniej nieznane, nigdzie niepublikowane lub które zostały nagrane specjalnie pod kątem tego wydawnictwa. Pewnym smaczkiem w tamtym czasie były utwory zespołu Road Trip's Over wykonane w języku polskim, choć wcześniej zespół znany był z piosenek w języku angielskim.
Większość zespołów, których utwory znalazły się na wydawnictwie, dość spójnie do siebie pasują w ramach swojej twórczości, jak to określił jeden z krytyków muzycznych, tworzących towarzystwo rozbójniczo-osiedlowo-gangsterskie. W zasadzie osiem z tych zespołów w mniejszym lub większym stopniu jest ze sobą powiązana czy to muzykami, czy sceną i występami, czy też innymi powiązaniami prywatnymi. Z tego względu za nieco zaskakujące jest w tak dobranym repertuarze zawarcie utworów szerzej znanego na punkowej scenie niezależnej zespołu Prawda. Za niewątpliwe podsumowanie tego aspektu wydawnictwa może posłużyć tu następująca wypowiedź: składanka o nieco towarzyskim wymiarze, czyli Analogs i koledzy.